# Michelle Ward
Michelle Ward (Aldershot, 2 augustus 1976) is een wielrenster en baanrenster uit het Verenigd Koninkrijk.
Op de Britse nationale kampioenschappen op de baan werd Ward in 1997 Brits kampioene op het onderdeel scratch.
In 1998 nam Ward deel aan de Commonwealth Games op de puntenrace.
In 1999 eindigde Ward als 59e op de UCI world cup ranking.